# 梶谷英樹
梶谷 英樹（かじたに ひでき、1970年（昭和45年）- ）は能楽師（太鼓方金春流）で、重要無形文化財総合認定保持者である

## 概説
1970年（昭和45年）に岡山県岡山市で生まれる。幼少より祖父梶谷尚太郎の手ほどきを受け、6歳で二十二世宗家で人間国宝の金春惣右衛門のもとに入門した。東京を拠点に、日本国内各地及び海外の公演に数多く参加している。

## 脚註